# Ceraceohydnum
Ceraceohydnum là một chi nấm thuộc họ Meruliaceae.